# Actinobolus pilosus
Actinobolus pilosus är en skalbaggsart som beskrevs av Dupuis och Roger Paul Dechambre 1998. Actinobolus pilosus ingår i släktet Actinobolus och familjen Dynastidae. Inga underarter finns listade i Catalogue of Life.